# Stanley L. Greigg

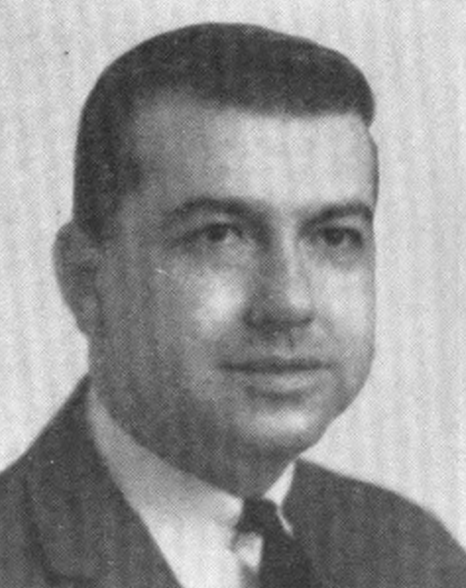
Stanley L. Greigg

Stanley Lloyd Greigg (* 7. Mai 1931 in Ireton, Iowa; † 13. Juni 2002 in Salem, Virginia) war ein US-amerikanischer Politiker. Zwischen 1965 und 1967 vertrat er den Bundesstaat Iowa im US-Repräsentantenhaus.

## Werdegang
Stanley Greigg besuchte bis 1954 das Morningside College in Sioux City. Danach studierte er bis 1956 an der Syracuse University in Syracuse (New York). Zwischen 1957 und 1959 war Greigg Soldat in der US-Marine. Danach lehrte er selbst am Morningside College die Fächer Rhetorik und Geschichte. Außerdem war er Dekan einer dortigen Fakultät.
Greigg war Mitglied der Demokratischen Partei. Im Jahr 1961 wurde er in den Stadtrat von Sioux City gewählt, 1964 wurde er dort Bürgermeister. Bei den Kongresswahlen des Jahres 1964 wurde er im sechsten Wahlbezirk von Iowa in das US-Repräsentantenhaus in Washington, D.C. gewählt. Dort trat er am 3. Januar 1965 die Nachfolge des Republikaners Charles B. Hoeven an. Sein Wahlsieg war Teil eines bundesweiten Trends zu Gunsten der Demokraten. Zwei Jahre später unterlag er Wiley Mayne. Daher konnte er bis zum 3. Januar 1965 nur eine Legislaturperiode im Kongress absolvieren. Diese war von den Ereignissen um die Bürgerrechtsbewegung und den Vietnamkrieg überschattet.
Zwischen 1967 und 1969 war Greigg Direktor der regionalen Außenstelle des Postministeriums (Office of Regional Administration). Von 1970 bis 1972 amtierte er stellvertretender Vorsitzender des Democratic National Committee. In dieser Eigenschaft wurde er am 17. Juni 1972 als einer der Ersten mit der Watergate-Affäre konfrontiert, weil die Einbrecher in das Watergate-Hotel auch die Räume seiner Sekretärin heimsuchten. Greigg erstattete daraufhin Strafanzeige. Der Fall führte im August 1974 zum Rücktritt von Präsident Richard Nixon.
Im Jahr 1972 unterstützte Greigg den Präsidentschaftswahlkampf von George McGovern. Außerdem wurde er Direktor des Lawrence F. O’Brien Center beim Dag Hammarskjold College in Columbia. Zwischen 1975 und 1998 war er Direktor des Büros für Regierungsstellen übergreifende Beziehungen (Office of Intergovernmental Relations) in der Haushaltsabteilung des Kongresses. Stanley Greigg starb im Juni 2002 in Salem und wurde auf dem Nationalfriedhof Arlington beigesetzt.